# Audrie Neenan
Audrie J. Neenan (28 oktober 1950, Harrisburg (Pennsylvania)) is een Amerikaanse actrice.

## Filmografie

### Films
Uitgezonderd korte films.
- 2018 Puzzle - als tante Emily
- 2014 Shelter - als medewerkster opvangtehuis
- 2012 BuzzKill – als serveerster
- 2008 Doubt – als zuster Raymond
- 2008 Ghost Town – als verpleegster
- 2006 The Departed – als vrouw aan bar
- 2006 Slippery Slope – als Floozy
- 2005 The Baxter – als Pritchard
- 1996 Norma Jean & Marilyn – als Sylvia Barnhart
- 1992 Exclusive – als Audrey Their
- 1990 Wedding Band – als Judy
- 1989 See No Evil, Hear No Evil – als Marylin
- 1988 Funny Farm – als Ivy
- 1987 Love at Stake – als Mevr. Babcock
- 1983 Sudden Impact – als Ray Parkins
- 1983 Sunset Limousine – als Karen
- 1980 Somewhere in Time – als vrouw in toneelspel
- 1978 Towing – als Irate Lady

### Televisieseries
Uitgezonderd eenmalige gastrollen.
- 2017 - 2019 Crashing - als Rita Holmes - 2 afl.
- 2003 – 2011 Law & Order: Special Victims Unit – als rechter Lois Preston – 22 afl.
- 2003 Third Watch – als Ruth Johnson – 2 afl.
- 2001 - 2002 Law & Order: Special Victims Unit - als Marilyn Haynes - 2 afl.
- 1997 Remember WENN – als Mevr. Cosgrave – 2 afl.
- 1989 – 1990 Doctor Doctor – als verpleegster Faye Barysiki – 7 afl.
- 1982 – 1985 Not Necessarily the News – als Jacqueline Pennell – 28 afl.
- 1984 Comedy Zone – als diverse – 2 afl.
- 1980 Big City Comedy – als diverse - ? afl.

## Theaterwerk opBroadway
- 2011 – 2012 Sister Act – als Mary Lazarus
- 2002 – 2003 Oklahoma! – als Armina
- 1994 Picnic – als Irma Kronkite
- 1982 The Odd Couple – als Florence Ungar
- 1982 The Curse of an Arching Heart – als Gertrude Fitter

- Biblioteca Nacional de España: XX5523618
- International Standard Name Identifier: 0000 0000 6221 6545
- Library of Congress Control Number: no2009098753
- Virtual International Authority File: 90584661
- WorldCat: E39PBJp9vv7mqtHvRcVkgwQg8C